# M/S Alandia (1939)
För bilfärjan, byggd 1972, se M/S Alandia (1972)

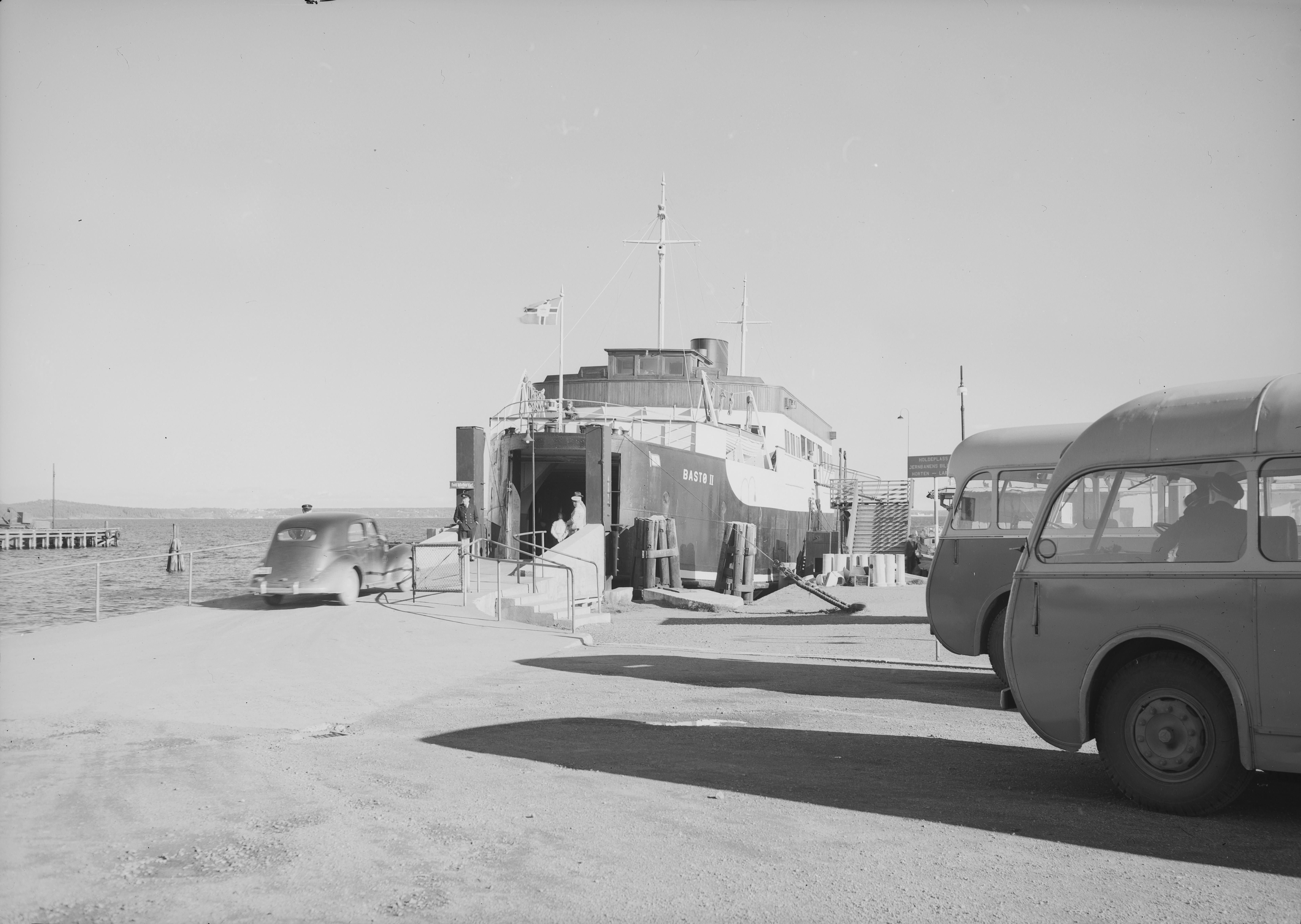
M/S Bastø II i Horten, 1950

M/S Alandia var ett passagerarfartyg, som byggdes av Moss Værft & Dokk 1939 som MS Bastø II för Alpha AS i Moss för färjelinjen Moss–Horten. Hon var mellan oktober 1944 och maj 1945 rekriverat av Deutsche Kriegsmarine som trupptransportfartyg.
M/S Alandia köptes 1961 av Rederi Ab Eckerö på Åland och döptes om till M/S Alandia. Hon seglade 1962–1974 för Eckerölinjen mellan Grisslehamn och Eckerö och på andra rutter mellan Åland och Sverige.
Hon höggs upp av PLM Återvinning AB i Ystad 1976.